# Žiga Žvižej
Žiga Žvižej, slovenski glasbenik, umetnik in trenutni član skupine LPS. 
Znan je po igranju na elektronske klaviature. Na glasbeno sceno je vstopil že v srednješolskih letih, sedaj pa obiskuje Akademijo za glasbo v Ljubljani. Trenutni glasbeni skupini LPS se je pridružil, ko se je le-ta ustvarila decembra leta 2018. LPS skupino je popeljal na Špil liga 2020/21, kasneje pa jih je tudi prijavil na EMA 2022, slednjo so tudi zmagali. Kot zmagovalci EMA 2022 bodo Slovenijo predstavljali na Evroviziji 2022. Bil je pobudnik ideje za zmagovalno pesem Disko.